# Ferrovia Budapest–Cegléd–Szolnok
La ferrovia Budapest–Cegléd–Szolnok (Budapest–Cegléd–Szolnok-vasútvonal in ungherese), ufficialmente classificata come 100A, è una linea ferroviaria ungherese che unisce la capitale Budapest, via Cegléd, con la cittadina di Szolnok. Oltre quest'ultima località la ferrovia prosegue verso Debrecen e Nyíregyháza sino alla frontiera ucraina.

## Storia
La ferrovia fu aperta al traffico il 1º settembre 1847. La tratta Budapest-Cegléd fu raddoppiata tra il 1868 ed il 1869, mentre la restante parte fu raddoppiata nel 1909.